# سان جاوینو مونراله
سان جاوینو مونراله (به ایتالیایی: San Gavino Monreale) یک کومونه در ایتالیا است که در استان مدیو کامپیدانو واقع شده‌است. سان جاوینو مونراله ۸۷٫۵ کیلومتر مربع مساحت و ۹٬۲۵۷ نفر جمعیت دارد و ۵۱ متر بالاتر از سطح دریا واقع شده‌است.